# أوليفير ديل أوغيلو
أوليفير ديل أوغيلو (16 مايو 1964 في فرنسا - ) (بالفرنسية: Olivier Dall'Oglio)‏ هو مدرب كرة قدم ولاعب كرة قدم فرنسي في مركز الدفاع. لعب مع ستاد رين ونادي ستراسبورغ وأولمبيك أليس وCanet Roussillon FC ‏.

## روابط خارجية
- أوليفير ديل أوغيلو على موقع قاعدة بيانات كرة القدم.إي يو (الإنجليزية)
- أوليفير ديل أوغيلو على موقع ليكيب (الفرنسية)